# أبو السفر الهمداني
سعيد بن يحمد وقيل ابن أحمد الهمداني الثوري، أبو السفر الكوفي، تابعي وأحد راوة الحديث النبوي. ذكره ابن سعد في الطبقة الثانية من محدثي الكوفة.

## روايته للحديث النبوي
روى عن: البراء بن عازب، والحارث الأعور، وسعيد بن شفي الهمداني، وعبد الله بن عباس، وعبد الله بن عمر بن الخطاب، وعبد الله بن عمرو بن العاص، وعبد الرحمن بن أبي ثور الكوفي، وعلي بن ربيعة الوالبي، ومرة الهمداني، ومعاوية بن سويد بن مقرن، وناجية بن كعب، وأبي الدرداء، مرسل.
روى عنه: إسماعيل بن أبي خالد، وسليمان الأعمش، وشعبة بن الحجاج، وصالح بن صالح بن حي، وابنه عبد الله بن أبي السفر، وأبو إسحاق عمرو بن عبد الله السبيعي، ومالك بن مغول، ومطرف بن طريف، ويونس بن أبي إسحاق.

## أقوال العلماء فيه
- قال يحيى بن معين: ثقة.
- وقال أبو حاتم الرازي: صدوق.[3]
- وذكره ابن حبان في ثقاته.[4]
- وقال ابن سعد في طبقاته: ثقة قليل الحديث.[5]
- وقال ابن حجر العسقلاني: ثقة.[6]